# 陳晦
陳晦（1461年—？），字待徵，福建興化府莆田縣人，民籍，明朝政治人物。

## 生平
成化十九年（1483年）癸卯科福建鄉試第六名舉人。成化二十三年（1487年）中式丁未科會試第一百八名，三甲第一百八十八名進士。历官武昌府知府，正德三年（1508年）三月升江西布政使司右参政，仍掌府事。四年正月会推四川参政，被黜職。

## 家族
曾祖陳尚乾；祖父陳臘，京廣副使；父陳純，教諭。母林氏。永感下。兄德徵、堯徵。弟陳昭。